# Wahlen in den Vereinigten Staaten 2002
Die Wahlen in den Vereinigten Staaten 2002 fanden am 5. November statt. Die Wahl war auf Bundesebene eine Halbzeitwahl (engl. midterm election), da sie genau zwischen zwei Präsidentschaftswahlen lag. Gewählt wurden:
- alle 435 Sitze des Repräsentantenhauses, siehe Wahl zum Repräsentantenhaus der Vereinigten Staaten 2002
- 34 der 100 Sitze im Senat (Klasse II), siehe Wahl zum Senat der Vereinigten Staaten 2002
- die Gouverneure einiger Bundesstaaten
- viele Parlamente auf Ebene der Bundesstaaten
- sowie einige Legislativen auf Kommunalebene

Insgesamt gingen die Republikaner als Sieger aus den Wahlen hervor. Im Senat konnten sie ihre Mehrheit zurückerlangen, im Repräsentantenhaus ausbauen. Der 108. Kongress hat seine Arbeit am 4. Januar 2003 aufgenommen.